# Camponotus errabundus
Camponotus errabundus é uma espécie de inseto do gênero Camponotus, pertencente à família Formicidae.